# Закон о рудницима угља из 1911.
Закон о рудницима угља из 1911. је измењенo и консолидованo право у Уједињеном Краљевству која се односи на коларнике. Низ катастрофа због мина у 19. и почетком 20. века довео је до истражних радова и законодавства за побољшање сигурности у рударству. Закон из 1911., спонзорисао Винстон Черчил, донела је либерална влада ХХ Асквит . Градила се на ранијим прописима и омогућила много побољшања сигурности и других аспеката индустрије вађења угља. Важан аспект је био тај да власници рудника морају осигурати да у близини сваког налазишта постоји рударска спасилачка служба с опремљеним и обученим особљем. Иако је неколико пута измењен, то је био главни закон који је уређивао вађење угља дуги низ година.

## Позадина
У Великој Британији је низ катастрофа у 19. веку довео Краљевске комисије које су развиле идеју о побољшању сигурности мина.  1906. године велика експлозија у експлоатацији у Курјеру у северној Француској изазвала је смрт више од 1.000 рудара. Наредни извештај окривио је за случајно паљење рудничког гаса, погоршаног угљеном прашином у ваздуху. Забринути да слична катастрофа може да се деси у британским коларницима формирана је Краљевски Комисија , која је извештавала из 1907., 1909. и 1911. године  9. априла 1908. експлозија у Нортон Хил Цоллиериес у Вестфиелд око 1.500 ft (460 m) под земљом је убијено 10 мушкараца и дечака. Како у то време није било тимова за рударско спасилачку службу, руководилац и волонтери трагали су за преживелима 10 дана. 
Државни службеник Малком Делевињ имао је значајан утицај на сигурносне прописе у фабрикама и рудницима.  Обавио је значајан посао на Закону о рудницима угља из 1911.  Ричард Редмејн придружио се матичној канцеларији као први главни инспектор за руднике 1908. и радио са Делевињеом на доношењу Закона из 1911.  Извештаји Краљевске комисије довели су до Закона о рудницима угља из 1911. године, који је ступио на снагу децембра исте године. 

## Доношење
Винстон Черчил играо је кључну улогу у доношењу Закона о рудницима угља из 1911. године.  Примиењена од стране либералне владе ХХ Асквит, то је био врхунац законодавства донесеног у 19. виеку.   Законом је измењен и обједињен закон који се односи на руднике угља, укључујући Закон из 1887. и касније прописе.  Садржао је законодавство Уједињеног Краљевства у погледу управљања минама, сигурносних одредби, здравља, несрећа, прописа, запошљавања, инспектора и других субјеката.  Закон и друге реформе либералне владе утицале су на слабљење независности Лабуристичке странке . Лабуристичка странка је морала да подржи либералне реформе, па су је због тога критиковали револуционарни социјалисти и синдикалисти. 
Закон је био главни статут који регулише здравље и сигурност рударства у периоду између Првог и (1914.-18) Другог светског рата (1939.-45.).  Према Закону, влада може донети нове прописе о безбедности без тражења одобрења за законодавство.  Закон из 1911. године уследио је низом закона за даље побољшање радних пракси, укључујући законе о рудницима угља (Закон о минималној плати) из 1912. године, Општи прописи о закону о рудницима угља из 1913., Закон о рудницима угља из 1914. и Закон о рудницима угља из 1919. године. Закони су радне услове учинили сигурнијим и мање напорним, а такође побољшали продуктивност. 

## Безбедносне одредбе
Краљевска комисија из 1886. препоручила је да се створе спасилачке станице, али оне нису постале обавезне до Закона из 1911. године. Закон је захтевао од свих власника рудника да успоставе станице за спашавање, пруже тимове обучених спасилаца и да држе и одржавају спасилачке апарате.  Влада је 1912. регулисала прописе који се односе на хитне и спасилачке апарате и обуку њихових оператера.  Морала је постојати спасилачка станица у кругу од 10 mi (16 km) било којег рудника са више од 100 запослених. Та граница је подигнута на 15 mi (24 km) неколико година касније. Резултат је био брз пораст броја спасилачких станица између 1911. и 1918. До 1918. године постојало је десет станица „А“ шеме са сталним спасилачким тимовима са пуним радним временом и 36 станица „Б“ са службеницима и инструкторима који су обучавали рударе у спашавање. 
Хенри Флојс развио облик самостални апарат за дисање који је коришћен након експлозије у Сеахам Цоллиери у 1881.  је даље развио Сиебе Горман у Прото Ребреатхер . Године 1908. Прото апарат је изабран на покусу опреме неколико произвођача да би се изабрао најефикаснији апарат за подземље на спасилачкој станици минаХове Бридге . Постао је стандард у спасилачким станицама које су постављене након Закона из 1911. године. 
Закон из 1911. захтевао је рударство да се штити од експлозије угљене прашине, али није диктирао приступ који треба предузети.  Након експлозије у Сенгхенидду у Јужном Велсу 1913., министар унутрашњих послова Реџиналда Макена и послодавци поднели су захтев Велике Британије рударске федерације (МФГБ) за посебан истражни суд са представницима рудара и послодаваца. Истрагом није утврђен узрок експлозије, али је утврђено да се компанија није придржавала захтева Закона о постављању реверзибилних вентилатора и за мерење подземних зрачних струја.  У Закону је наведено да би вентилатори требали непрекидно радити док су тркачи радили на лицу. Непоштовање овог правила био је један од узрока експлозије у Вхарнцлиффе-у Силкстоне у мају 1914. године која је узроковала дванаест смрти. 

## Остале одредбе
Закон из 1911. рударима је одобрио осмосатни дан .   Ниједан дечак млађи од 14 година не може бити запослен под земљом, осим ако није радио под земљом пре доношења Закона. Дечаци млађи од 16 година нису могли бити запослени изнад земље ноћу, иако су могли бити запослени под земљом.  Закон је донео строге прописе да обезбеди опште благостање рударских коња који раде у рудницима, мада би употреба коња била настављена дуги низ година. 
Законом је предвиђено да руководилац или под-менаџер морају свакодневно лично надзирати сваки мински рудник.  Основао је Одбор за квалификације рудара како би се осигурало да руководитељи и руководиоци у експлоатацији, ватрогасци, заменици и ватрени ватрогасци који би били у потпуности или делимично одговорни за сигурност рударства буду одговарајуће квалификовани, и да издају уверења о оспособљености.  Власници рудника су морали да осигурају злоупотребљене или напуштене рудничке отворе од случајног уласка.  Закон §97 (1) прецизирао је да се говорци Велса у Велсу преферирају као инспектори рудника у Велсу, али Министарство за руднике ово правило није схватило озбиљно. 